# Spreenhagen
Spreenhagen (lågsorbiska: Sprjewiny Ług) är en kommun (Gemeinde) och ort i Tyskland, belägen i Landkreis Oder-Spree i förbundslandet Brandenburg.  Orten ligger i närheten av floden Spree, omkring 40 km sydost om centrala Berlin.  Kommunen har cirka 
3 500 invånare och är administrativ centralort för kommunalförbundet Amt Spreenhagen.

## Geografi
Centralorten Spreenhagen ligger söder om Oder-Spreekanalen, som genomkorsar kommunen i öst-västlig riktning. Avståndet till centrala Berlin är omkring 40 kilometer i nordvästlig riktning. Floden Spree bildar kommunens norra gräns mot grannkommunen Grünheide (Mark). I söder ligger staden Storkow. Omkring 70 procent av kommunens yta är skogstäckt, med undantag för Spreedalen omkring Hartmannsdorf.

### Administrativ indelning

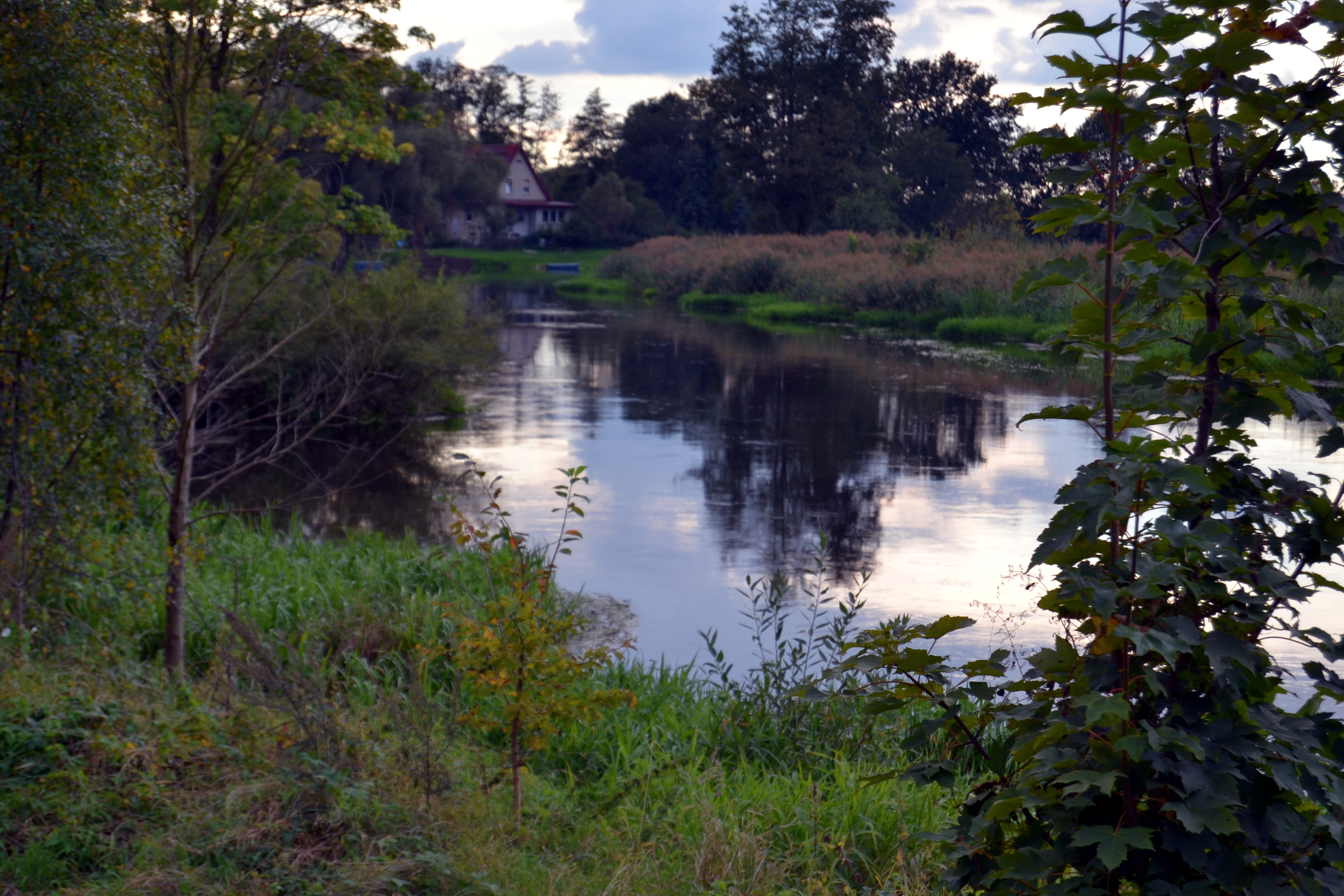
Spree vid Hartmannsdorf.

Orten är centralort för kommunalförbundet Amt Spreenhagen, där även kommunerna Gosen-Neu Zittau och Rauen ingår.
Spreenhagens kommun indelas i följande kommundelar (namn på lågsorbiska inom parentes):
- Braunsdorf (Brunojce)
- Hartmannsdorf (Hartmanojce)
- Neuhartmannsdorf (Nowy Hartmanojce)
- Lebbin (Lebin)
- Markgrafpieske (Pěski)
- Spreenhagen (Sprjewiny Ług)

## Historia
Orten omnämns första gången i ett dokument från 1285, angående grannstaden Fürstenwaldes skogsägor.
Natten mellan 21 och 22 april 1945 genomförde SS-trupper en massaker på omkring 20 bybor i Hartmannsdorf som velat överlämna orten till Röda armén utan strid. En minnessten vid Lindenallee i Hartmannsdorf restes 1975 till minne av offren.
Kommunen fick sina nuvarande administrativa gränser 2003, då kommunen Markgrafpieske slogs ihop med Spreenhagen. Sedan 1992 är kommunen säte för kommunalförbundet Amt Spreenhagen, vars centrala administration sköter vissa av de kommunala uppgifterna för de ingående kommunerna.

## Kommunikationer
Genom södra delen av kommunen passerar motorvägen A12, med avfarten Storkow, och i dess västra utkant passerar motorvägen A10.

## Befolkning
| 1875 | 3 137 |
| 1890 | 3 084 |
| 1910 | 3 511 |
| 1925 | 3 509 |
| 1933 | 3 539 |
| 1939 | 3 978 |
| 1946 | 3 821 |
| 1950 | 3 715 |
| 1964 | 3 058 |
| 1971 | 3 063 |

| 1981 | 3 133 |
| 1985 | 3 112 |
| 1989 | 3 170 |
| 1990 | 3 116 |
| 1991 | 3 092 |
| 1992 | 3 087 |
| 1993 | 3 057 |
| 1994 | 3 222 |
| 1995 | 3 204 |
| 1996 | 3 221 |

| 1997 | 3 238 |
| 1998 | 3 303 |
| 1999 | 3 402 |
| 2000 | 3 463 |
| 2001 | 3 512 |
| 2002 | 3 549 |
| 2003 | 3 540 |
| 2004 | 3 534 |
| 2005 | 3 535 |
| 2006 | 3 534 |

| 2007 | 3 526 |
| 2008 | 3 494 |
| 2009 | 3 473 |
| 2010 | 3 441 |
| 2011 | 3 250 |
| 2012 | 3 245 |
| 2013 | 3 208 |